# گوراب پایین
گوراب پایین، روستایی در دهستان گوراب بخش سراب میمه شهرستان دهلران در استان ایلام ایران است.

## جمعیت
بر پایه سرشماری عمومی نفوس و مسکن در سال ۱۳۹۵، جمعیت این روستا برابر با ۳۰۷ نفر (۸۲ خانوار) بوده‌است.